# Asymblepharus alaicus
Asymblepharus alaicus là một loài thằn lằn trong họ Scincidae. Loài này được Elpatjevsky mô tả khoa học đầu tiên năm 1901.